# Dybvadskog Peak
Dybvadskog Peak är en bergstopp i Antarktis. Den ligger i Västantarktis. Chile gör anspråk på området. Toppen på Dybvadskog Peak är 2 180 meter över havet.
Terrängen runt Dybvadskog Peak är platt åt sydväst, men åt nordost är den kuperad. Trakten är obefolkad. Det finns inga samhällen i närheten. 